# Rhacaplacarus thoreaui
Rhacaplacarus thoreaui är en kvalsterart som först beskrevs av Arthur P. Jacot 1930.  Rhacaplacarus thoreaui ingår i släktet Rhacaplacarus och familjen Phthiracaridae. Inga underarter finns listade i Catalogue of Life.